# Nagura Amparu
Nagura Amparu (jap. 名蔵アンパル) ist eine Wattfläche mit Mangrovenwald auf der Südwestseite der Insel Ishigaki-jima. Sie liegt an der Mündung des Flusses Nagura.
Insgesamt 157 ha wurden am 8. November 2005 als Ramsar-Gebiet ausgewiesen. Das Gebiet liegt zudem innerhalb des Iriomote-Ishigaki-Nationalparks.

## Flora und Fauna
Besondere Pflanzenarten des Gebiets sind die Mangrovenart Avicennia marina, Bruguiera gymnorhiza, Kandelia obovata, Lumnitzera racemosa, Rhizophora mucronata, Sonneratia alba, Acrostichum aureum, Limonium virgatum, Nymphoides coreana und Rhynchospora malasica. Unter den Tierarten finden sich vor allem zahlreiche schützenswerte Vogelarten wie die Blässgans (Anser albifrons), Waldsaatgans (Anser fabalis), Caridina brevirostris, Caridina propinqua, der Stelzenläufer (Himantopus himantopus), Numenius madagascariensis, Zwergbrachvogel (Numenius minutus), Paratya compressa, Schwarzstirnlöffler (Platalea minor), Ryukyum yaeyamense, die Brandgans (Tadorna tadorna), Terebralia palustris, der Rotschenkel (Tringa totanus), die Graukappen-Glanztaube (Chalcophaps indica), der Blaue Pfau (Pavo cristatus), Fasan (Phasianus colchicus) und der Haubenschlangenadler (Unterart Spilornis cheela perplexus).

## Galerie

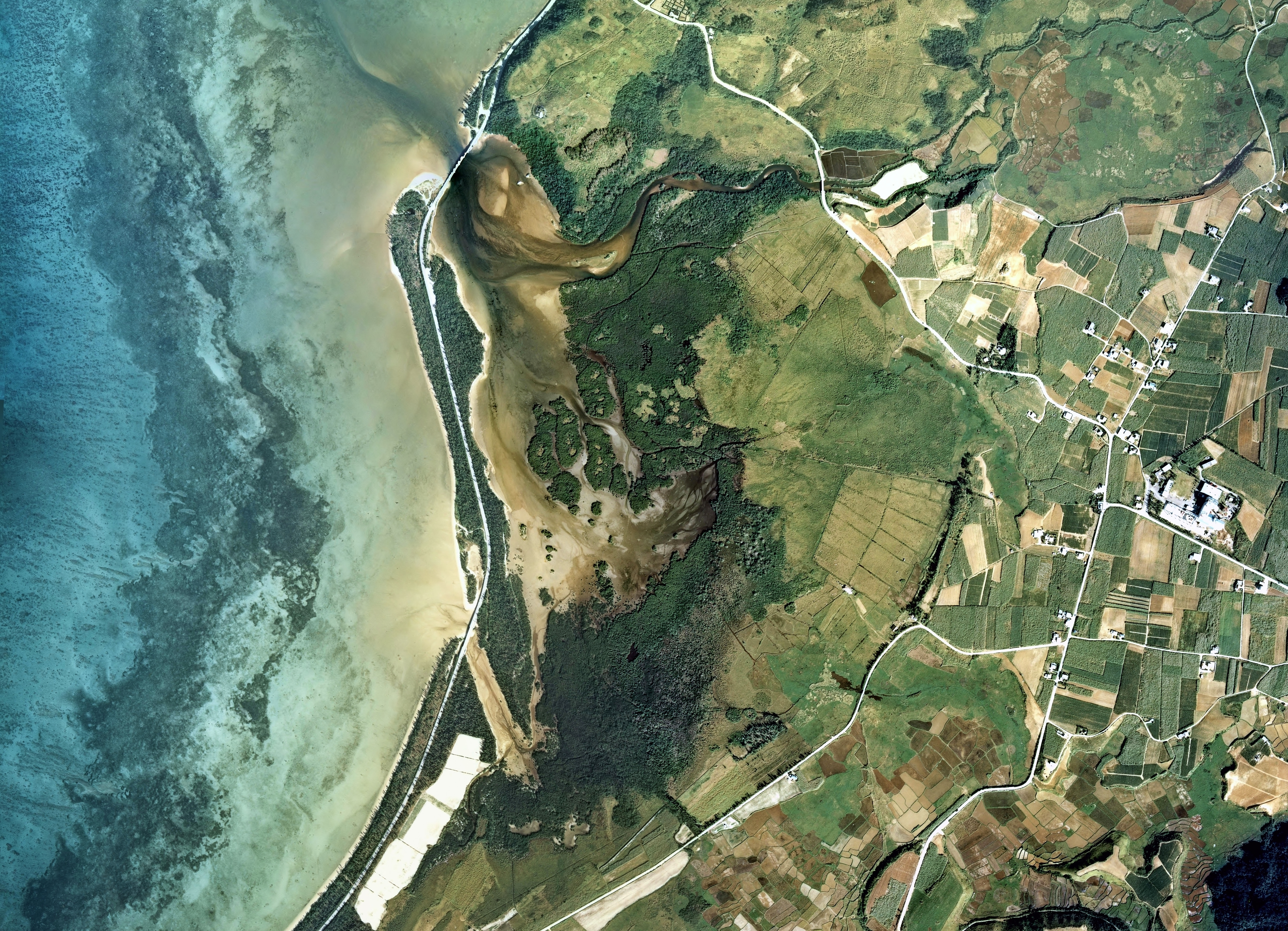
Luftbild
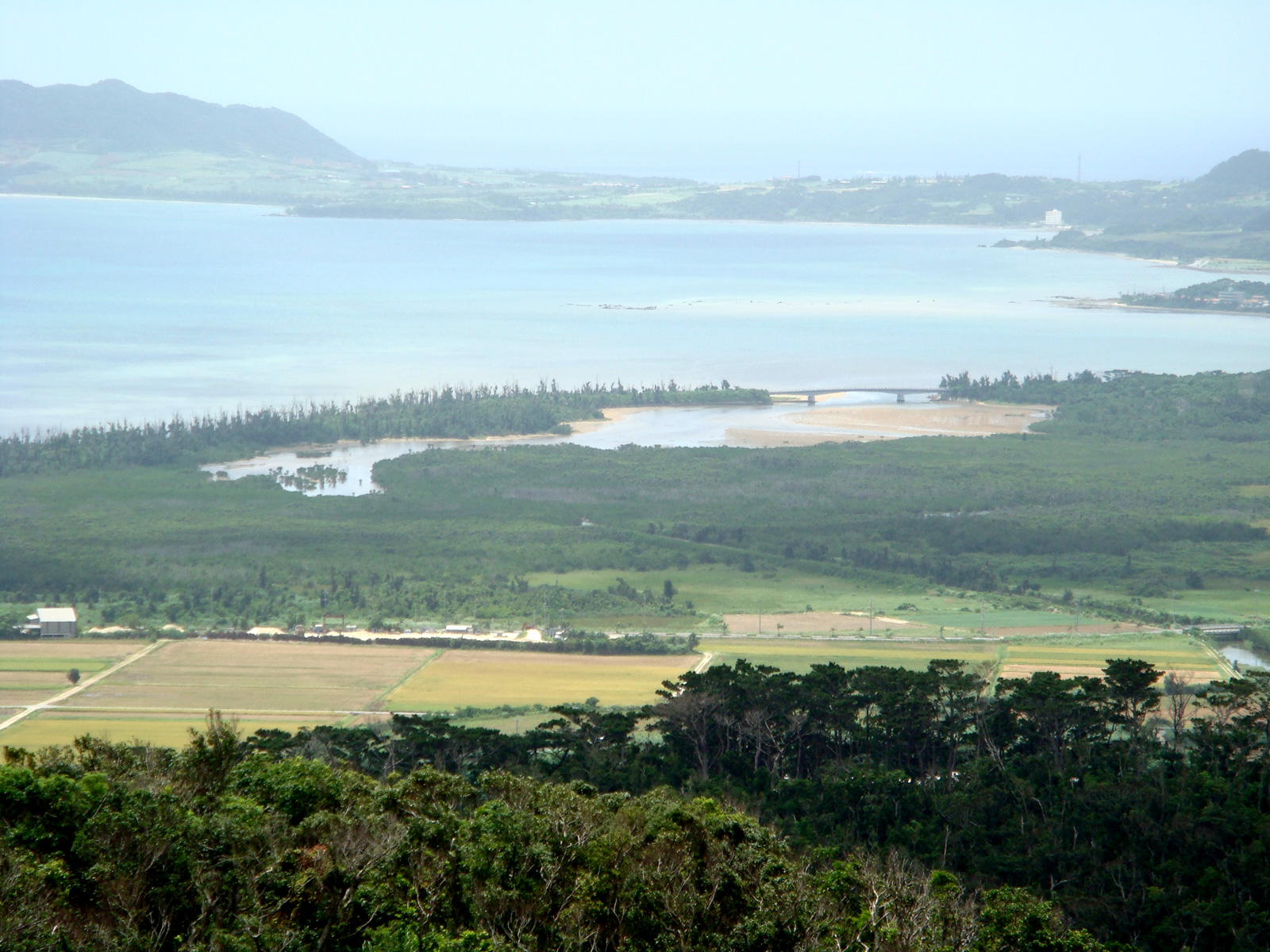
Überblick
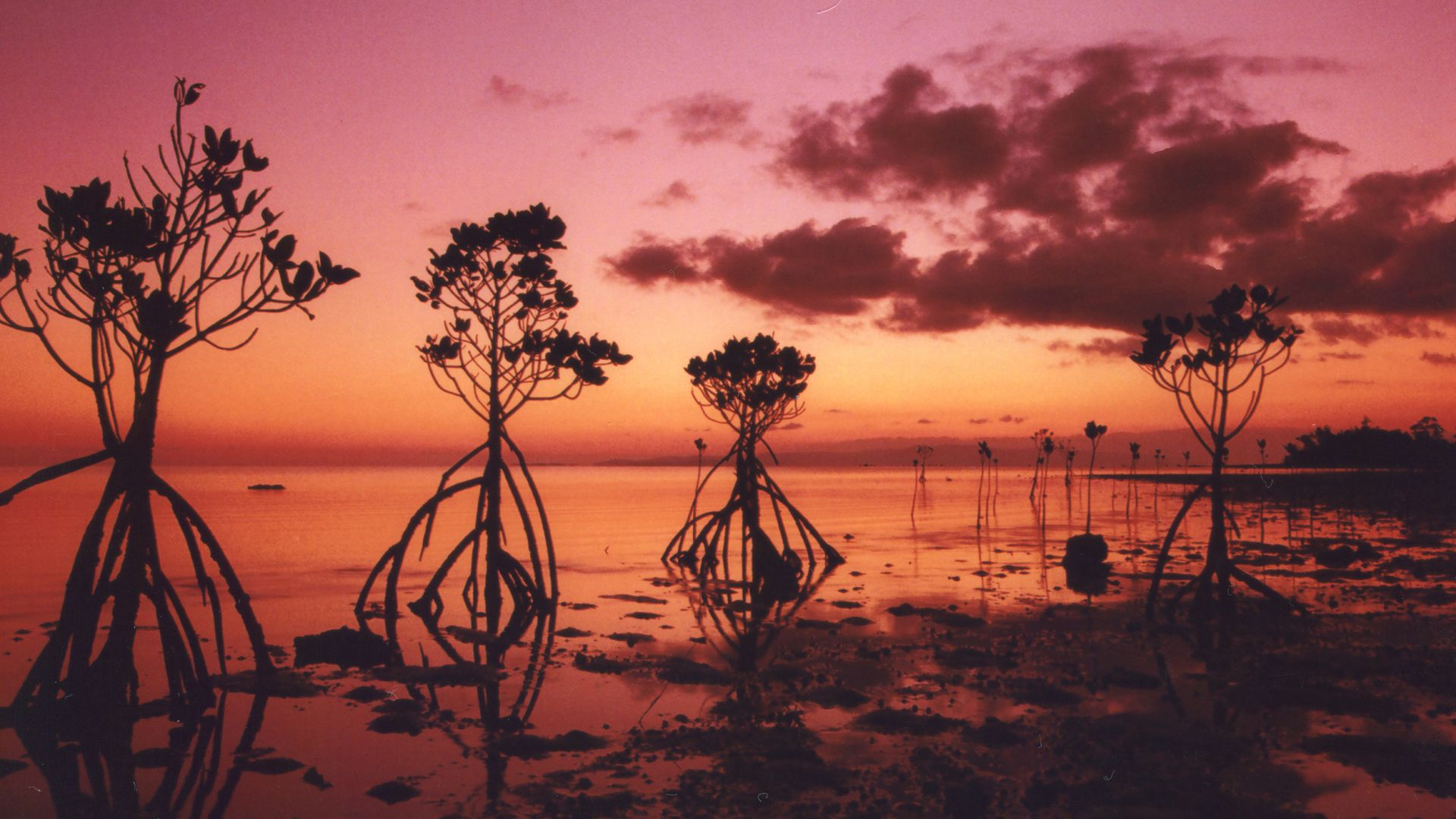
Sonnenuntergang Nagura-Bucht